# 里勒河畔纳桑德尔
里勒河畔纳桑德尔（法語：Nassandres sur Risle，法語發音：[nasɑ̃dʁ syʁ ʁil]）是法国厄尔省的一个市镇，位于该省中西部地区，属于贝尔奈区。

## 地名
里勒河（Risle）是流经该地一条河流，其为塞纳河的左支流。纳桑德尔（Nassandres）则是该市镇的前身及主体。

## 历史
里勒河畔纳桑德尔成立于2017年1月1日，由以下4个市镇合并而成：
- 卡尔西（Carsix）
- 方丹拉索雷（Fontaine-la-Soret）
- 纳桑德尔（Nassandres）
- 佩里耶拉康帕涅（Perriers-la-Campagne）

其中政府驻地为纳桑德尔。

## 地理
里勒河畔纳桑德尔（49°7'39"N, 0°44'8"E）面积25.58 平方千米，位于法国诺曼底大区厄尔省，该省份为法国北部内陆省份，北起滨海塞纳省，西接奧恩省和卡爾瓦多斯省，南至厄尔-卢瓦省，东临瓦兹省、瓦兹河谷省和伊夫林省。
与里勒河畔纳桑德尔接壤的市镇（或旧市镇、城区）包括：阿克卢、布里奥讷、阿库尔、蒂布维尔、古皮勒奥通、洛奈、塞尔基尼、圣莱热德罗特、普拉讷、布瓦内。
里勒河畔纳桑德尔的时区为UTC+01:00、UTC+02:00（夏令时）。

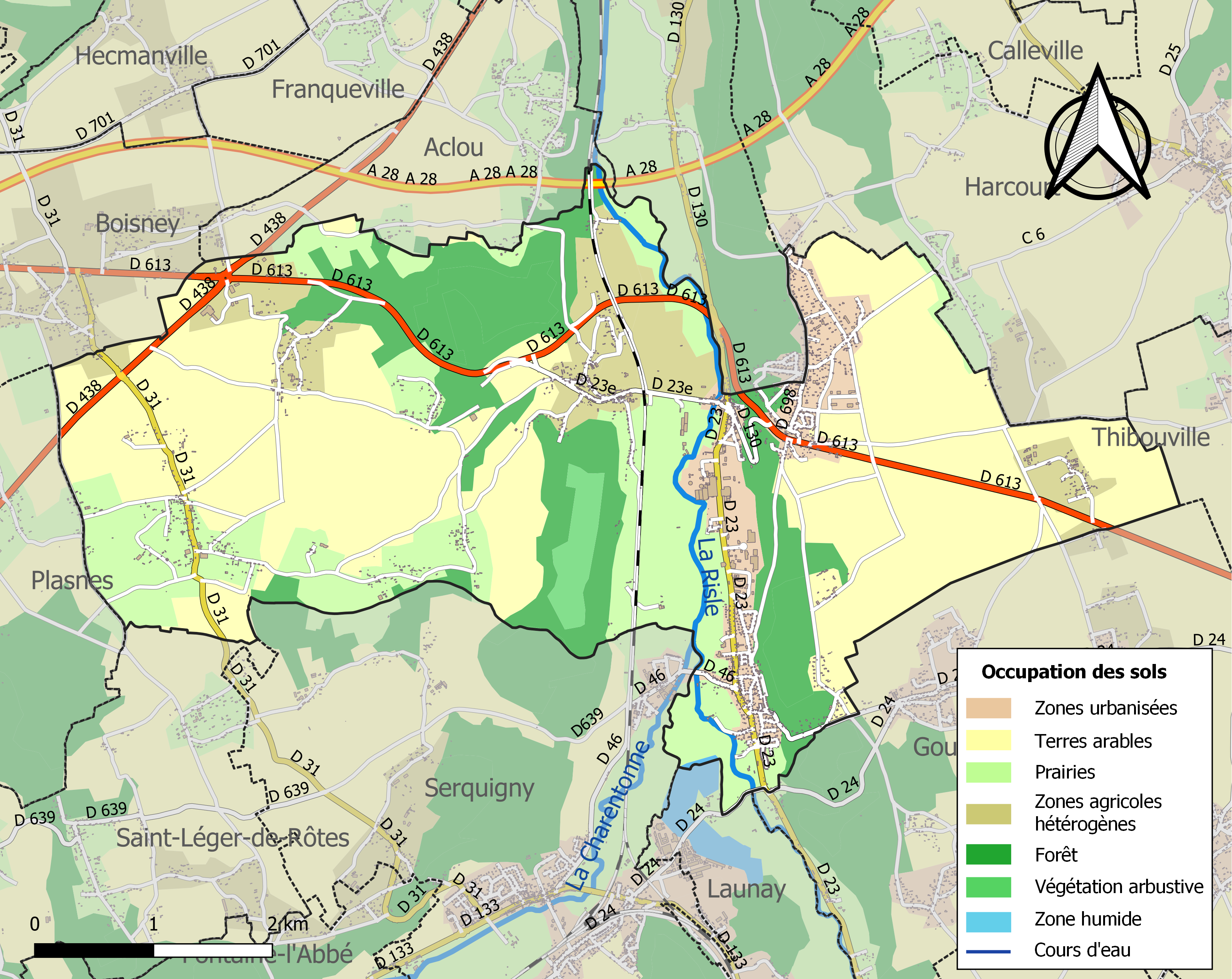
里勒河畔纳桑德尔的OSM定位图

## 行政
里勒河畔纳桑德尔的邮政编码为27550，INSEE市镇编码为27425。

## 政治
里勒河畔纳桑德尔所属的省级选区为布里奥讷县。

## 人口
里勒河畔纳桑德尔于2022年1月1日时的人口数量为2291人。